# Анастасівська волость
Анастасівська волость — історична адміністративно-територіальна одиниця Катеринославського повіту Катеринославської губернії з центром у селі Анастасівка.
Станом на 1886 рік складалася з 11 поселень, 11 сільських громад. Населення — 3761 особа (1902 чоловічої статі та 1859 — жіночої), 471 дворове господарство.
|                  | Площа, десятин | У тому числі орної, дес. |
| ---------------- | -------------- | ------------------------ |
| Сільських громад | 2156           | 1006                     |
| Приватних осіб   | 37210          | 13886                    |
| Іншої власності  | —              | —                        |
| Загалом          | 39366          | 14892                    |

Найбільші поселення волості:
- Анастасівка — село при річці Томаківка за 86 верст від повітового міста, 562 особи, 113 двори, православна церква, у 5 верстах — школа, у 6 й 14 верстах — лавки, у 8 верстах — поштова станція, у 8 й 14 верстах — постоялі двори, у 15 верстах — цегельний завод.
- Висока (Ракове) — село при балці Чортоминці, 372 осіб, 68 двори, лавка.
- Сергіївка (Капитанівка, Попове) — село при балці Топилах, 437 осіб, 67 двори, гуртове винне сховище, лавка.